# Belloy (Comic)
Belloy ist eine zwischen 1948 und 1958 erschienene frankobelgische Comicserie.

## Handlung
Belloy ist ein bärenstarker Ritter, der mit seinem Adoptivvater einige fantastische Abenteuer im Mittelalter erlebt.

## Hintergrund
Albert Uderzo schrieb und zeichnete die ersten drei Kurzgeschichten für ein französisches Magazin. Nach deren Ende wurde Uderzo durch die International Press von
Yves Cheron eingestellt. Dort traf er auf Jean-Michel Charlier, der für ihn die nächsten vier Episoden schrieb. Die ersten zwanzig Seiten der letzten Geschichte wurden von Pierre Dupuis gezeichnet. 

## Veröffentlichungen
Die Serie erschien zuerst im Magazin OK, dann in der Tageszeitung La Wallonie und schließlich im Magazin Pistolin. Die letzten vier Geschichten wurden in Pilote und in La Libre Junior neu abgedruckt und später von den Verlegern Michel Deligne und Claude Lefrancq in Albenform herausgebracht. Carlsen veröffentlichte davon zwei Alben in der Reihe Collection Al Uderzo.

## Geschichten
- 1948: Belloy l’invulnérable (OK, 16 Seiten)
- 1948: Belloy l’invulnérable (OK, 19 Seiten)
- 1949: Belloy l’invulnérable (OK, 12 Seiten)
- 1950: Chevalier sans armure (La Wallonie, 46 Seiten)
- 1951: La princesse captive (La Wallonie, 46 Seiten)
- 1957: Le baron maudit (Pistolin, 44 Seiten)
- 1958: L’homme qui avait peur de son ombre (Pistolin, 45 Seiten)